# 8023 Josephwalker
8023 Josephwalker este un asteroid din centura principală de asteroizi.

## Descriere
8023 Josephwalker este un asteroid din centura principală de asteroizi. A fost descoperit pe 17 februarie 1991 la Oohira de Takeshi Urata. Asteroidul prezintă o orbită caracterizată de o semiaxă mare de 2,44 ua, o excentricitate de 0,13 și o înclinație de 2,5° în raport cu ecliptica.